# Зайцев, Александр Николаевич (легкоатлет)
Алекса́ндр Никола́евич За́йцев (род. 16 апреля 1957) — советский легкоатлет, специалист по метанию копья. Выступал на всесоюзном уровне в 1970-х и 1980-х годах, чемпион СССР, победитель первенств всесоюзного и всероссийского значения. Представлял Ростов-на-Дону.

## Биография
Александр Зайцев родился 16 апреля 1957 года. Занимался лёгкой атлетикой в Ростове-на-Дону.
Первого серьёзного успеха на всесоюзном уровне добился в сезоне 1978 года, когда на чемпионате СССР в Тбилиси с результатом 84,90 превзошёл всех соперников в метании копья и завоевал золотую награду.
В 1979 году на другом всесоюзном старте в Тбилиси выиграл серебряную медаль.
В августе 1981 года одержал победу на турнире в Москве, установив личный рекорд с копьём старого образца — 88,18 метра.
В 1982 году победил на соревнованиях в Туле, стал серебряным призёром на чемпионате СССР в Киеве.
В 1983 году получил серебро в Сочи и Адлере, был лучшим на международных турнирах в Ханье и Белграде.
В 1984 году выиграл серебряную медаль на соревнованиях в Адлере.
В 1988 году победил на турнире в Москве, занял пятое место на соревнованиях в Сочи.